# باول بروت
باول بروت (بالإنجليزية: Paul Pruitt)‏ هو سياسي أمريكي، ولد في 1921 في شيلتون في الولايات المتحدة، وتوفي في 2 يوليو 2018. انتخب عضو مجلس نواب واشنطن.